# Пылаев, Константин Фёдорович
Константин Фёдорович Пылаев (1914—1959) — советский военнослужащий. Участник Великой Отечественной войны. Герой Советского Союза (1943). Старший сержант.

## Биография
Родился 28 декабря 1914 года в заводском посёлке Нижнетагильский Завод Верхотурского уезда Пермской губернии Российской империи в семье рабочего. Русский. Окончил 4 класса школы и школу фабрично-заводского ученичества при металлургическом заводе имени В. В. Куйбышева. До призыва на военную службу работал слесарем в вагонном депо.
В ряды Рабоче-крестьянской Красной Армии К. Ф. Пылаев был призван Нижнетагильским городским военкоматом Свердловской области 7 января 1942 года. Константина Фёдоровича направили в Сухой Лог, где шло формирование 167-й стрелковой дивизии. Перед отправкой на фронт он окончил школу младших командиров и был назначен командиром отделения 180-го отдельного сапёрного батальона.
Со 2 июля 1942 года 167-я стрелковая дивизия в составе действующей армии. В боях с немецко-фашистскими захватчиками сержант К. Ф. Пылаев с 21 июля 1942 года. Боевое крещение принял в бою за село Малая Верейка. С августа 1943 года 167-я стрелковая дивизия занимала оборону севернее Воронежа в составе 38-й армии Брянского, а позднее Воронежского фронтов. В боях Константин Фёдорович был ранен, лечился в госпитале. После возвращения в часть он принимал участие в наступательных операциях Воронежского фронта (Воронежско-Касторненская и Харьковская операции). Сержант К. Ф. Пылаев отличился во время ликвидации группировки немецко-фашистских войск, окружённой восточнее посёлка Тим. Зачищая от противника село Погожее, 12 февраля 1943 года Константин Фёдорович с группой бойцов блокировал дом, в котором засели вражеские солдаты, после чего ворвался в помещение и обезоружил двух немцев, которых затем доставили для допроса в штаб дивизии. К началу марта 1943 года подразделения дивизии вышли к реке Псёл и на рубеже Кияница — Пушкарёвка перешли к обороне. При оборудовании позиций 615-го стрелкового полка командир сапёрного отделения К. Ф. Пылаев, весной 1943 года произведённый в старшие сержанты, умело организовал своих бойцов и личным примером увлекал их на досрочное выполнение боевого задания. К началу Курской битвы Константин Фёдорович со своими сапёрами установил 550 противопехотных и 850 противотанковых мин, протянул 3,5 километра проволочных заграждений.
Во время Курской битвы на юго-западном участке Курской дуги, который обороняла 38-я армия, боевые действия носили позиционный характер. К активным наступательным действиям подразделения армии перешли 26 августа 1943 года в рамках Сумско-Прилукской операции Битвы за Днепр. При прорыве обороны противника у села Битица Сумской области старший сержант К. Ф. Пылаев командовал отрядом заграждения и прикрывал фланг батальона 465-го стрелкового полка. Противник, стремясь сорвать наступление частей 167-й стрелковой дивизии, силой до роты автоматчиков предпринял попытку выйти им в тыл через небольшую лощину. Но Константин Фёдорович своевременно обнаружил манёвр противника. Выдвинувшись с своими сапёрами навстречу врагу, он заминировал лощину и устроил засаду. Попавшие на минном поле под встречный огонь немцы вынуждены были отойти на исходные позиции.
Отступая на новые рубежи обороны, противник активно минировал танкоопасные направления. Для успешного развития наступления отделение старшего сержанта К. Ф. Пылаева получило боевую задачу произвести снятие вражеских мин на участке шоссейной дороги Кияница — Хотень. В течение суток без сна и отдыха Константин Фёдорович со своими бойцами производил разминирование дороги, лично сняв при этом более 500 мин. Во время работы сапёров одна из мин взорвалась. Константин Фёдорович получил осколочное ранение, но продолжал работать наравне со своими бойцами до полного выполнения боевой задачи и ушёл в санчасть только по приказу начальника штаба дивизии.
Сломив сопротивление противника, 38-я армия начала стремительное продвижение к Днепру. Во время освобождения Левобережной Украины 180-й отдельный сапёрный батальон осуществлял инженерное сопровождение частей своей дивизии, производя разграждение инженерных заграждений противника, осуществляя разминирование дорог, восстанавливая мосты и организуя переправы. В двадцатых числах сентября 1943 года части дивизии вышли к реке Десне. Старший сержант К. Ф. Пылаев вновь отличился при строительстве моста у села Летки Броварского района Киевской области. Более суток Константин Фёдорович работал в холодной воде, в условиях сильного течения осуществляя переправу строительных материалов на правый берег реки, чем значительно ускорил начало основных работ по строительству переправы.
28 сентября 1943 года штурмовые отряды 167-й стрелковой дивизии форсировали Днепр и захватили небольшой плацдарм у села Вышгород. Появление советских войск в непосредственной близости от Киева встревожило немецкое командование, и оно бросило на ликвидацию плацдарма крупные силы пехоты и танков. 29 сентября старший сержант К. Ф. Пылаев получил задачу из подручных средств построить плот для переправы артиллерии. Работая под огнём противника, сапёры досрочно выполнили задание, чем обеспечили успешное форсирование реки артиллерийскими подразделениями. Бои на правом берегу Днепра принимали ожесточённый характер, а переправочных средств катастрофически не хватало. Проявив воинскую смекалку, старший сержант Пылаев соорудил из четырёх имевшихся в его распоряжении рыбацких лодок вёсельный паром, что позволило увеличить грузоподъёмность плавсредств в 2 раза. Самоотверженно работая на переправе, Константин Фёдорович со своими бойцами переправил на плацдарм артиллерийский дивизион и два батальона пехоты.
Удержать плацдарм у Вышгорода советским частям не удалось, но они сковали крупные силы противника и во многом обеспечили успешное закрепление плацдарма у села Лютеж. 8 октября 1943 года подразделения 167-й стрелковой дивизии, выведенные из-под Вышгорода, переправились на Лютежский плацдарм, с которого 3 ноября 1943 года перешли в наступление в рамках Киевской наступательной операции. Оказывая инженерную поддержку передовым частям дивизии, бойцы 180-го отдельного сапёрного батальона одними из первых ворвались в Киев. 6 ноября 1943 года столица Украинской ССР была освобождена от немецко-фашистских захватчиков, а 13 ноября 1943 года указом Президиума Верховного Совета СССР старшему сержанту Пылаеву Константину Фёдоровичу было присвоено звание Героя Советского Союза.
После окончания Великой Отечественной войны К. Ф. Пылаев демобилизовался и вернулся в Нижний Тагил. Работал в депо на станции Смычка. Военные тяготы и ранения тяжело сказались на здоровье ветерана.
16 мая 1959 года Константин Фёдорович скончался в возрасте сорока четырёх лет. Похоронен в Нижнем Тагиле на Центральном кладбище.

## Награды
- Медаль «Золотая Звезда» (13.11.1943);
- орден Ленина (13.11.1943);
- орден Красной Звезды (24.07.1943);
- медали.

## Память
- Именем Героя Советского Союза К. Ф. Пылаева названа улица в городе Нижнем Тагиле
- Мемориальные доски в честь Героя Советского Союза К. Ф. Пылаева установлена на здании локомотивного депо Смычка и на здании военного комиссариата Ленинского района Нижнего Тагила.

## Документы
- Общедоступный электронный банк документов «Подвиг Народа в Великой Отечественной войне 1941—1945 гг.» Дата обращения: 16 августа 2013. Архивировано из оригинала 13 марта 2012 года.

Представление к званию Героя Советского Союза и указ ПВС СССР о присвоении звания.
Орден Красной Звезды (наградной лист и приказ о награждении).